# Ceraclea guineensis
Ceraclea guineensis är en nattsländeart som beskrevs av Francois-Marie Gibon 1986. Ceraclea guineensis ingår i släktet Ceraclea och familjen långhornssländor. Inga underarter finns listade i Catalogue of Life.